# 柏英樹のG PLUS SPORTS
柏英樹のG PLUS SPORTS（かしわ・ひできの・ジー・プラス・スポーツ）はアール・エフ・ラジオ日本で月曜日18:30-19:00に生放送されていたスポーツ情報番組である。
スポーツライターで、元スポーツ報知記者の柏英樹がパーソナリティーを務め、毎回スポーツ界からのゲストを迎え乍ら、長年にわたる自らの取材経験を活かして、スポーツの奥深さを伝えることを目指している。Gは読売ジャイアンツにもかけており、巨人軍の最新情報も発せられる。